# لورنزو ایوانز
لورنزو ایوانز (انگلیسی: Lorenzo Evans؛ 6 March 1878 – 6 February 1945) بازیکن فوتبال بود.
از باشگاه‌هایی که در آن بازی کرده‌است می‌توان به باشگاه فوتبال بلکبرن روورز و باشگاه فوتبال بلکپول اشاره کرد.